# Torsten Helsingius

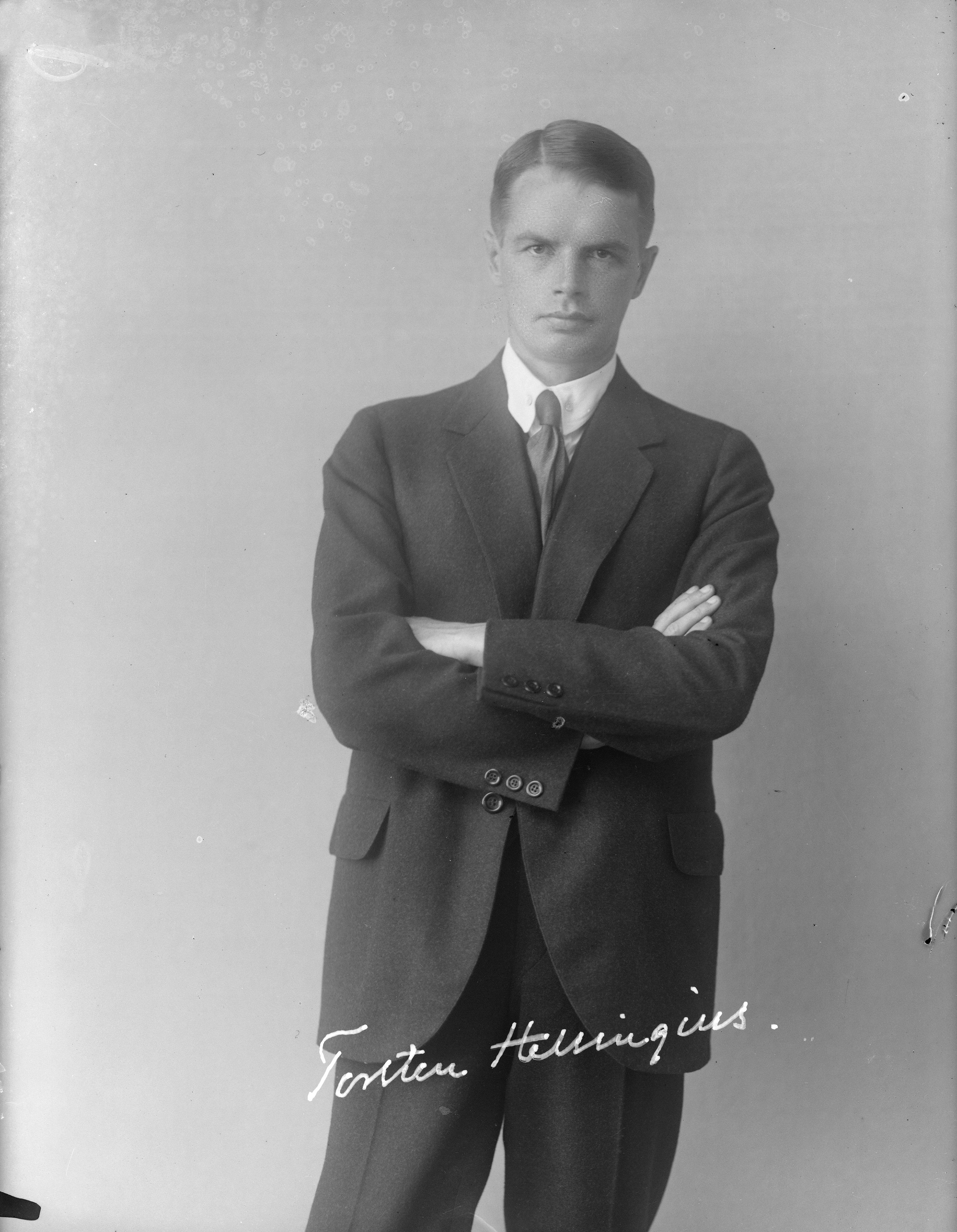
Torsten Helsingius på 1920-talet.

Torsten Gustaf Jakob Lorenz Helsingius, född 17 maj 1888 i Lojo, död 3 april 1967 i Helsingfors, var en finländsk skolman och författare.
Helsingius, som var son till Gustaf Adolf Helsingius, blev filosofie magister 1914 och var rektor för Björneborgs svenska samskola 1920–1957.